# Municipio de Kelso (Dakota del Norte)
El municipio de Kelso (en inglés: Kelso Township) es un municipio ubicado en el condado de Traill en el estado estadounidense de Dakota del Norte. En el año 2010 tenía una población de 69 habitantes y una densidad poblacional de 0,76 personas por km².

## Geografía
El municipio de Kelso se encuentra ubicado en las coordenadas 47°16′53″N 97°0′25″O / 47.28139, -97.00694. Según la Oficina del Censo de los Estados Unidos, el municipio tiene una superficie total de 90.82 km², de la cual 90,82 km² corresponden a tierra firme y (0 %) 0 km² es agua.

## Demografía
Según el censo de 2010, había 69 personas residiendo en el municipio de Kelso. La densidad de población era de 0,76 hab./km². De los 69 habitantes, el municipio de Kelso estaba compuesto por el 100 % blancos. Del total de la población el 5,8 % eran hispanos o latinos de cualquier raza.